# فردریک بخت
فردریک بخت (انگلیسی: Fredrik Barth؛ زاده ۲۲ دسامبر ۱۹۲۸) یک انسان‌شناس اهل نروژ بود. از وی کتاب‌های زیادی بر جا مانده است. او در بخش انسان‌شناسی دانشگاه بوستون فعالیت داشت و همچنین سابقه استادی را در دانشگاه‌های اسلو ،برگن (جایی که او بخش انسان‌شناسی جمعی را تأسیس کرد) ،اموری و هاروارد دارا بود.
کتاب «عشایر جنوب پارس» یکی از آثار اوست که در مورد ایل باصری نوشته شده است. وی ایل باصری را به این دلیل انتخاب کرد که آن‌ها فارسی زبان بودند و اوضاع سیاسی و حاکمیت این ایل برای تحقیق مناسب‌تر بود.